# Eumera transcaucasia
Eumera transcaucasia är en fjärilsart som beskrevs av Eugen Wehrli 1940. Eumera transcaucasia ingår i släktet Eumera och familjen mätare. Inga underarter finns listade i Catalogue of Life.